# Louis E. Miller
Louis Ebenezer Miller (ur. 30 kwietnia 1899 w Willisburg, zm. 1 listopada 1952 w Saint Louis) – amerykański polityk, członek Partii Republikańskiej.

## Działalność polityczna
W okresie od 3 stycznia 1943 do 3 stycznia 1945 przez jedną kadencję był przedstawicielem 11. okręgu wyborczego w stanie Missouri w Izbie Reprezentantów Stanów Zjednoczonych.